# Blockbuster Entertainment Awards 2000
La 7ª edizione dei Blockbuster Entertainment Awards si è svolta il 9 maggio 2000 nello Shrine Auditorium di Los Angeles.

## Vincitori e candidati
I vincitori sono indicati in grassetto.

### Miglior attore in un film drammatico
- Tom Hanks - Il miglio verde (The Green Mile)
- Kevin Spacey - American Beauty
- Matt Damon - Ogni maledetta domenica (Any Given Sunday)
- Denzel Washington - Hurricane - Il grido dell'innocenza (The Hurricane)

### Miglior attore in un film drammatico/romantico
- Pierce Brosnan - Gioco a due (The Thomas Crown Affair)
- Tom Cruise - Eyes Wide Shut
- Kevin Costner - Le parole che non ti ho detto (Message in a Bottle)

### Miglior attore in un film commedia/romantico
- Ben Affleck - Piovuta dal cielo (Forces of Nature)
- Hugh Grant - Notting Hill
- Richard Gere - Se scappi ti sposo (Runaway Bride)
- Freddie Prinze Jr. - Kiss Me (She's All That)

### Miglior attore esordiente
- Haley Joel Osment - Il sesto senso (The Sixth Sense)
- Jason Biggs - American Pie - Il primo assaggio non si scorda mai (American Pie)
- Joshua Leonard - The Blair Witch Project - Il mistero della strega di Blair (The Blair Witch Project)
- Michael C. Williams - The Blair Witch Project - Il mistero della strega di Blair (The Blair Witch Project)
- James Van Der Beek - Varsity Blues

### Miglior attore in un film di suspense
- Bruce Willis - Il sesto senso (The Sixth Sense)
- Tommy Lee Jones - Colpevole d'innocenza (Double Jeopardy)
- John Travolta - La figlia del generale (The General's Daughter)
- Matt Damon - Il talento di Mr. Ripley (The Talented Mr. Ripley)

### Miglior attore in un film horror
- Johnny Depp - Il mistero di Sleepy Hollow (Sleepy Hollow)
- Liam Neeson - Haunting - Presenze (The Haunting)
- Gabriel Byrne - Stigmate (Stigmata)